# Rue Tessier
Ne doit pas être confondu avec Rue Gaston-Tessier ou Rue Jacques-Louvel-Tessier.
La rue Tessier est une voie du 15e arrondissement de Paris, en France.

## Situation et accès

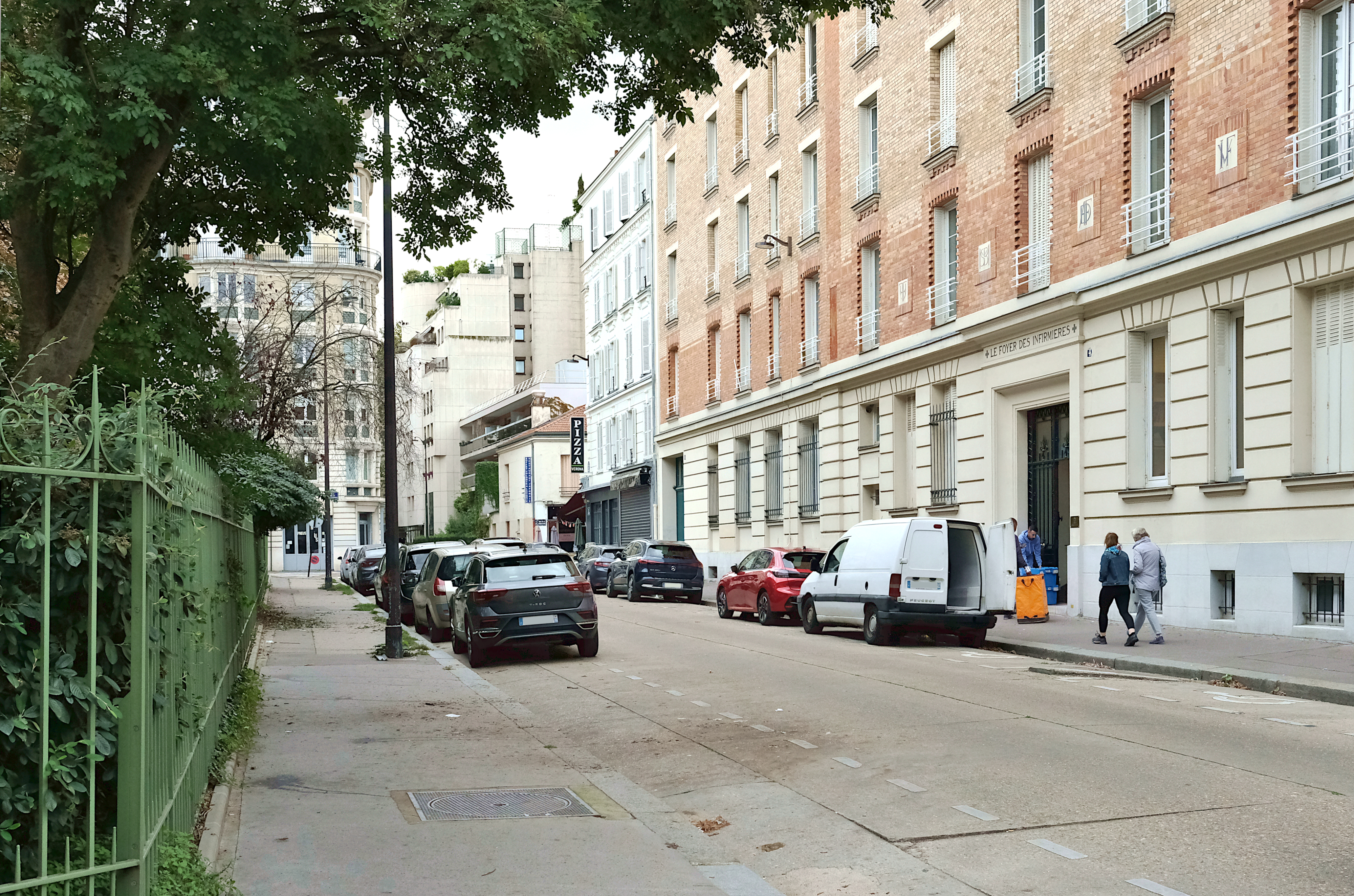
La rue Tessier en 2024 ; à gauche, le square Necker.

La rue Tessier est une voie publique située dans le 15e arrondissement de Paris. Elle débute au 16, rue Bargue et se termine au 11 bis, rue de la Procession.

## Origine du nom
Elle porte le nom de l’agronome Henri-Alexandre Tessier (1741-1837).

## Historique
La voie est ouverte et prend sa dénomination actuelle par un décret du 10 août 1868.
Décret du 10 août 1868
« Napoléon, etc., 

Sur le rapport de notre ministre secrétaire d’État au département de l'Intérieur,
vu l'ordonnance du 10 juillet 1816 ;
vu les propositions de M. le préfet de la Seine ;
avons décrété et décrétons ce qui suit :
Article 11. — La voie nouvelle, ouverte aux abords d'un marché entre les rues du Commerce et Croix-Nivert, prendra le nom de « rue Gasparin ».
Les deux voies ouvertes aux abords du nouveau marché du 15e arrondissement seront dénommées ainsi qu'il suit :
la première, située entre le passage Bargue et la rue de la Procession, recevra le nom de « rue Tessier » ;
la deuxième, située entre la précédente et la rue La Quintinie, celui de « rue Bella » ;
la partie de la rue Haute-du-Transit comprise entre la rue Dombasle et le chemin de fer de l'Ouest, prendra le nom de « rue de Vouillé »,
etc.
Article 17. — Notre ministre secrétaire d'État au département de l'Intérieur est chargé de l'exécution du présent décret.
Fait au palais de Fontainebleau, le 10 août 1868. »